# Bahnhof Meppel
Der Bahnhof Meppel ist ein Trennungsbahnhof im niederländischen Ort Meppel. Es wurde am 1. Oktober 1867 mit der Fertigstellung der Bahnstrecke Zwolle–Meppel eröffnet. Der Bahnhof ist ein Intercity-Bahnhof, der auch von Regionalzügen angefahren wird.

## Geschichte
1868 kam die Verbindung mit Meppel–Heerenveen–Leeuwarden dazu, 1870 wurde die Bahnstrecke Meppel–Groningen eröffnet. Damit wurde die Provinz Drenthe mit den Provinzen Groningen und Friesland verbunden. Seitdem sind die beiden Linien die wichtigsten Verbindungslinien mit dem Norden der Niederlande. Am Bahnhof wurde baulich nicht sehr viel verändert, ein Großteil befindet sich noch im Ursprungszustand.
Die Bahnstrecke (Zwolle–)Meppel–Groningen und Leeuwarden wurde 1952 elektrifiziert.

## Bahnhofgebäude
Das Bahnhofsgebäude ist ein Standardbau der niederländischen Eisenbahn. Außer in Meppel ist dieser Typ auch noch in Zuidbroek (1865) zu finden.

## Anlagen
Der Bahnhof besitzt fünf Fahrkartenautomaten, einen Kiosk, ein Blumengeschäft, einen Fahrradladen und einen großen unbewachten Fahrradabstellplatz, der im April 2011 eröffnet wurde. Die Bahnsteige sind überdacht und mit Wartehäusern ausgestattet. Direkt neben dem Bahnhof gibt es einen Busbahnhof.

## Streckenverbindungen
Im Jahresfahrplan 2023 verkehren folgende Linien am Bahnhof Meppel:
| Zugtyp    | Linienverlauf | Frequenz                                                                                        |
| --------- | --- | ----------------------------------------------------------------------------------------------- |
| Intercity | Leeuwarden – Meppel – Zwolle – Amersfoort Centraal – Utrecht Centraal – Rotterdam Centraal                               | stündlich                                                                                       |
| Intercity | Den Haag Centraal – Schiphol Airport – Amsterdam Zuid – Almere Centrum – Lelystad Centrum – Zwolle – Meppel – Leeuwarden | stündlich                                                                                       |
| Intercity | Groningen – Assen – Meppel – Zwolle – Lelystad Centrum – Almere Centrum – Amsterdam Centraal                             | freitag- und samstagnachts ein Zugpaar in Richtung Amsterdam                                    |
| Sprinter  | Zwolle – Meppel – Assen – Groningen                                                                                      | halbstündlich                                                                                   |
| Sprinter  | Leeuwarden – Meppel – Zwolle                                                                                             | halbstündlich (fährt abends und am Wochenende stündlich und nur zwischen Leeuwarden und Meppel) |